# Cabaret (pel·lícula)
Cabaret és una pel·lícula musical estatunidenca dirigida per Bob Fosse, estrenada el 1972 i basada en el musical de Broadway amb el mateix nom. Alhora aquest musical estava basat en l'obra de teatre I Am a Camera, de John Van Druten i en la novel·la de 1939 Goodbye to Berlin de l'escriptor anglòfon Christopher Isherwood.
El llargmetratge es va estrenar als Estats Units el 13 de febrer de 1972. A Espanya l'estrena va arribar el 6 d'octubre del mateix any.

## Argument
La pel·lícula situa l'espectador al Berlin de 1931, en plena República de Weimar. La Sally Bowles és una cantant estatunidenca que actua al Kit Kat Club. En Brian Roberts és un escriptor i estudiant de doctorat que acaba d'arribar a la ciutat des de la Universitat d'Oxford i que ha de donar classes d'anglès per sobreviure. Tots dos són hostes de la pensió de Fräulein Schneider. La Sally intenta sense èxit seduir en Brian i acaba concloent que és homosexual. La parella es fan amics i en Brian és testimoni de la caòtica i bohèmia vida de la Sally durant els últims dies de la República de Weimar. Després que el pare de la Sally cancel·li una altra cita amb ella, deixant-la emocionalment destrossada, en Brian la consola i es converteixen en amants.
Maximilian von Heune, un playboy i baró ric i casat, es fa amic de la Sally i la porta a ella i en Brian a la seva finca de camp on tots dos reben regals i intents de seducció. Després d'una experiència d'una forta tensió sentimental entre els tres i de que l'ascens del nazisme es faci cada vegada més evident, en Max abandona a la parella sobtadament. Durant una discussió, la Sally li diu a Brian que ha estat tenint sexe amb Max, i Brian revela que ell també ho ha fet. La parella es reconcilia més tard i la Sally revela que el baró els hi va deixar 300 marcs pels dos, pràcticament el preu del servei d'una prostituta.
La Sally se n'assabenta de que està embarassada i no té clar qui és el pare de la criatura. En Brian s'ofereix a casar-se amb ella i a emportar-se-la a viure amb ell a Anglaterra. Al principi celebren la ecisió d'iniciar aquesta nova vida junts, però després d'un pícnic en què en Brian actua de manera distant, la Sally es desanima i rebutja la idea de viure una vida avorrida rentant bolquers. En última instància, decideix avortar sense comunicar la seva decisió a en Brian. En una darrera discussió, la parella comparteix les seves pors. En Brian pren la decisió de tornar a Anglaterra, mentre que la Sally es queda a Berlín, integrant-se de nou al Kit Kat Club.
Paral·lelament, en Fritz Wendel, un jueu alemany que es fa passar per cristià protestant, s'enamora de la Natalia Landauer, l'hereva d'una rica família jueva de Berlín, que el menysprea. A través d'en Brian, la Sally l'anima a ser més agressiu i insistent amb ella, cosa que finalment permet que el Fritz es guany l'amor de la seva estimada. Tanmateix, per obtenir el consentiment dels Landauer per casarse, en Fritz ha de desvetllar que és jueu enmig dels primers atacs antisemites dels nazis. La parella es casa en una sinagoga poc després.
L'auge del feixisme a Europa i més concretament a Alemanya és el subtext present al llarg de tota la pel·lícula. El progrés dels personatges principals es pot seguir a través de les seves accions i de la seva actitud envers l'acceptació social cada vegada més evident del nazisme a la República de Weimar. Al començament de la pel·lícula, un membre del Partit Nazi és expulsat del Kit Kat Klub pel director del club, que després rep una pallissa alhora que a l'interior es desenvolupa un número musical que ridiculitza la visió germanofila de Hitler.
L'ascens dels nazis als anys trenta es va fent més evident a partir d'episodis de violència envers els comunistes o els jueus, però un dels moments culminants és l'escena rural en què un jove i ros canta un himne sobre la bellesa i la joventut ("Tomorrow Belongs to Me") fins que es desvetlla el seu uniforme de les Joventuts Hitlerianes. Aleshores, la balada es transforma en un himne nazi militant i, al final de la cançó, un a un gairebé tots els adults i joves de la cerveseria s'aixequen i s'uneixen al cant. Després d'aquesta escena en Brian s'enfronta a un nazi que reparteix propaganda al carrer i acaba rebent una pallissa.
A l'escena final de la pel·lícula al Kit Kat Klub es fa evident que entre els membres del públic hi ha persones vestint l'uniforme del partit nazi i que aquests ocupen els llocs a primera fila.

## Repartiment
- Liza Minelli com a Sally Bowles.
- Michael York com a Brian Roberts.
- Helmut Griem com a Maximilian von Heune.
- Joel Grey com a Mestre de Cerimònies.
- Fritz Wepper com a Fritz Wendel.
- Marisa Berenson com a Natalia Landauer.
- Elisabeth Neumann-Viertel com a Fräulein Schenider.
- Helen Vita com a Fräulein Kost.
- Ralf Wolter com a Herr Ludwig.
- Sigrid von Richthofen com a Fräulein Mayr.
- Gerd Vespermann com a Bobby.
- Ricky Renée com a Elke.

## Història
La pel·lícula de 1972 està basada en anècdotes semi-autobiogràfiques de Christopher Isherwood viscudes durant la República de Weimar.  El 1929, Isherwood es va traslladar a Berlín per viure la seva vida com a home obertament homosexual i per gaudir de la llibertat de la nit alemanya.
Mentre feia la seva estada a la capitar, l'escriptor va compartir allotjament amb Jean Ross, una una cantant de cabaret britànica i aspirant a actriu de cinema que venia d'una família  anglo-escocesa acomodada que més tard va ser la inspiració per la Sally Bowles. Durant aquest temps van conèixer John Blomshield, un ric playboy que va inspirar el personatge del baró Maximilian von Heune a l'adaptació cinematogràfica. Blomshield va tenir una breu però intensa relació amb Isherwood i Ross i els va abandonar sobtadament.
Després de la desaparició de Blomshield, Ross es va quedar embarassada de l'actor Peter van Eyck. Després de l'abandonament, Ross es va sotmetre a un avortament que gairebé li va costar la vida i que li va facilitar Isherwood, el qual va fer el paper de pare de la criatura. Mentre Ross es recuperava de l'incident la situació política a Alemanya va degradar-se ràpidament, amb situacions de pobressa, precarietat i enfrontaments polítics on l'extrema dreta tenia un important paper. Isherwood i altres intel·lectuals europeus van abandonar el país ràpidament.
Quan el 1933 Adolf Hitler va prendre el poder i va fonamentar la seva dictadura, Isherwood ja feia temps que es refugiava a Anglaterra. Molts dels habitants de la nit berlinesa amb qui l'escriptor va fer amistat van acabar fugint a l'estranger o sent assassinats als camps de concentració. Aquests fents van ser claus per a que el 1937 Isherwood escribís la novel·la Sally Bowles, que es va adaptar posteriorment al teatre amb el títol I am a Camera i el 1966 va esdevenir el musical Cabaret.

### Diferències entre la pel·lícula i el musical
La pel·lícula difereix significativament del musical de Broadway. En la versió escènica, Sally és anglesa (com ho va ser a Goodbye to Berlin d'Isherwood), mentre que a l'adaptació cinematogràfica és nord-americana. Cliff Bradshaw va ser rebatejat com a Brian Roberts i es va convertir en britànic (com Isherwood, en qui es basava el personatge), en lloc de ser estatunidenc com en la versió teatral. Els personatges i les trames que involucren en Fritz, la Natalia i en Max van sortir de l'obra I Am a Camera i es van descartar per a la producció escènica de Cabaret i per a Goodbye to Berlin. El canvi més significatiu va implicar la desaparició de dos personatges clau per al musical: Fräulein Schneider, la mestressa de la pensió, i el seu interès amorós, el botiguer Herr Schutlz.  La seva trama romàntica condemnada al fracàs i les conseqüències de l'amor entre una cristiana i un jueu en l'auge de l'antisemisime, així com tots els seus números musicals associats van ser retallats, malgrat que algunes cançons com ara "It Couldn't Please Me More (The Pineapple Song)" i "Married" van formar part de la banda sonora del muntatge, sent aquesta última interpretada per la cantant de cabaret Greta Keller.
John Kander i Fred Ebb van eliminar i modificar algunes cançons. Així, "Don't Tell Mama"  va canviar-se per  "Mein Herr" i "The Money Song" va canviar-se per "Money, Money". Aquestes dues peces es van integrar més tard en el muntatge teatral al costat de la resta de números originals. La cançó "Maybe this time", escrita per Kander i Ebb per a Liza Minelli el 1964, es va incorporar al muntatge escènic de 1972 i finalment a la banda sonora de totes les versions.

## Producció

### Pre-producció
El 1968, la productora Cinerama va signar un acord per fer una versió cinematogràfica del musical de Broadway de 1966, però se'n va retractar el 1969. Finalment, el maig de 1969 la productora Allied Artists es va fer amb els drets per poder fer el llargmetratge. El cost total de la producció, xifrat en 4.570.000 dólars es va repartir amb ABC Pictures.
La productora de la pel·lícula volia que fos dirigida per un director de renom, com ara Billy Wilder, Joseph L. Mankiewicz o Gene Kelly. AIxò no obstant, van començar a treballar amb Bob Fosse, que havia insistit en poder estar al capdavant de la producció.

### Guió
El primer guió va ser elaborat per Jay Presson Allen i estava basat en la producció de Broadway. Fosse va contractar l'escriptor i amic personal d'Isherwood, Hugh Wheeler, per reescriure el muntatge. Wheeler es va adreçar a la font primària per obtenir més material per a la producció, doncs sabia que Isherwood havia estat molt crític amb el musical perquè considerava que part de la seva obra havia estat censurada. Així, Wheeler va recuperar l'argument del gigoló i l'hereva alemanya i també va posar el focus en la identitat sexual del protagonista, que reflectia l'homosexualitat de l'autor original. Així doncs, aquest va esdevenir un home bisexual en comptes d'un home heterosexual com al muntatge teatral.
El director també va decidir donar més importància a les escenes del Kit Kat Club com a metàfora de la decadència d'Alemanya. Va eliminar tots els números musicals fora d'aquest entorn excepte "Tomorrow belongs to me" i va incorporar noves cançons compostes per John Kander i Fred Ebb.

### Càsting
El productor de Cabaret, Cy Freuer, va escollir Liza Minelli per interpretar Sally Bowles i a Joel Grey com a Mestre de Cerimònies molt abans que Bob Fosse s'integrès en el muntatge. El director va incorporar Michael York com a protagonista masculí, una elecció que Minelli no considerava del tot encertada fins que finalment va poder assajar amb ell.
Per a la seva interpretació de Sally Bowles, Liza Minelli, a petició del seu mateix pare l'actor i director d'escena Vincente Minelli, va imitar deliberadament l'estil de Louise Brooks, una flapper i icona sexual de l'època del jazz. Aquesta interpretació va ser guardonada el 1973 amb el premi Oscar a la millor actriu.

## Banda sonora
Totes les cançons van ser escrites i compostes per John Kander i Fred Ebb.
| Títol                    | Intèrpret                | Durada |
| ------------------------ | ------------------------ | ------ |
| "Willkommen"             | Joel Grey                | 4:29   |
| "Mein Herr"              | Liza Minnelli            | 3:36   |
| "Maybe This Time"        | Liza Minnelli            | 3:11   |
| "Money, Money"           | Joel Grey, Liza Minnelli | 3:04   |
| "Two Ladies"             | Joel Grey                | 3:11   |
| "Sitting Pretty"         | Instrumental             | 2:27   |
| "Tomorrow Belongs to Me" | Mark Lambert             | 3:06   |
| "Tiller Girls"           | Joel Grey                | 1:41   |
| "Heiraten (Married)"     | Greta Keller             | 3:45   |
| "If You Could See Her"   | Joel Grey                | 3:54   |
| "Cabaret"                | Liza Minnelli            | 3:34   |
| "Finale"                 | Joel Grey                | 2:28   |

## Recepció

### Crítica

#### Crítica cinematogràfica contemporània
En general les opinions de la crítica van ser positives. El gener de 1972, Robert Ebert va dir del llargmetratge: "Aquest no és un musical normal. Part del seu èxit ve perquè no cau en el vell tòpic que els musicals han de fer feliços. En lloc d'abaratiar la versió cinematogràfica alleugerint la seva càrrega de desesperació, el director Bob Fosse ha anat directament al desolador centre del material i s'hi ha estat prou estona com per guanyar l'Oscar a la Millor Direcció".

#### El punt de vista de Christopher Isherwood
Tot i la bona rebuda de la crítica de l'estrena de Cabaret als cinemes, Christopher Isherwood es van mostrar menys receptius a la proposta cinematogràfica basada en la seva obra. L'autor va criticar especialment la visió negativa que es donava de l'homosexualitat al film, especialment pel tractament de la tendència bisexual del protagonista, que va criticar perquè "és tractada com una debilitat indecent però còmica de la qual és possible riure, com riure de qui es pixa al llit".
De la mateixa manera, Jean Ross, l'artista en què es basava el personatge de Sally Bowles, va expressar que l'ambient de Berlin als anys trenta tal com es mostrava a la pel·lícula estava molt allunyat de la realitat. Per la seva banda, el poeta  Stephen Spender va lamentar-se de que el llargmetratge ignorès les condicions de pobressa extrema que experimentava la República de Weimar en aquells moments.

### Premis i nominacions
Cabaret va obtenir un total de deu nominacions als premis Oscar, dels quals en va guanyar vuit. Per aquesta raó ostenta el rècord de més premis de Oscar per una pel·lícula que no ha guanyat la categoria de Millor Pel·lícula.
| Premi                                      | Categoria                                               | Nominacions                                                | Resultat   |
| ------------------------------------------ | ------------------------------------------------------- | ---------------------------------------------------------- | ---------- |
| Premis Oscar                               | Millor pel·lícula                                       | Cy Feuer                                                   | Nominació  |
| Premis Oscar                               | Millor direcció                                         | Bob Fosse                                                  | Guanyador  |
| Premis Oscar                               | Millor actriu protagonista                              | Liza Minelli                                               | Guanyadora |
| Premis Oscar                               | Millor actor secundari                                  | Joel Grey                                                  | Guanyador  |
| Premis Oscar                               | Millor guió adaptat                                     | Jay Presson Allen                                          | Nominació  |
| Premis Oscar                               | Millor direcció artística                               | Hans Jürgen Kiebach, Rolf Zehetbauer i Herbert Strabel     | Guanyador  |
| Premis Oscar                               | Millor muntatge                                         | David Bretherton                                           | Guanyador  |
| Premis Oscar                               | Millor banda sonora                                     | Ralph Burns                                                | Guanyador  |
| Premis Oscar                               | Millor so                                               | Robert Knudson i David Hildyard                            | Guanyador  |
| American Cinema Editors                    | Millor edició de pel·lícula                             | David Bretherton                                           | Guanyador  |
| Belgian Film Critics Association           | Grand Prix                                              | Grand Prix                                                 | Guanyador  |
| Bodil Awards                               | Millor pel·lícula no europea                            | Bob Fosse                                                  | Guanyador  |
| British Academy Film Awards                | Millor pel·lícula                                       | Millor pel·lícula                                          | Guanyador  |
| British Academy Film Awards                | Millor direcció                                         | Bob Fosse                                                  | Guanyador  |
| British Academy Film Awards                | Millor actriu protagonista                              | Liza Minelli                                               | Guanyador  |
| British Academy Film Awards                | Millor actriu secundària                                | Marisa Berenson                                            | Nominada   |
| British Academy Film Awards                | Millor guió                                             | Jay Presson Allen                                          | Nominació  |
| British Academy Film Awards                | Millor direcció artística                               | Rolf Zehetbauer                                            | Guanyador  |
| British Academy Film Awards                | Millor fotografia                                       | Geoffrey Unsworth                                          | Guanyador  |
| British Academy Film Awards                | Millor disseny de vestuari                              | Charlotte Flemming                                         | Nominació  |
| British Academy Film Awards                | Millor muntatge                                         | David Bretherton                                           | Nominació  |
| British Academy Film Awards                | Millor banda sonora original                            | David Hildyard, Robert Knudson i Arthur Piantadosi         | Guanyador  |
| British Academy Film Awards                | Actor emergent més prometedor en un paper protagonista  | Joel Grey                                                  | Guanyador  |
| British Society of Cinematographers Awards | Millor fotografia d'un llargmetratge de cinema          | Geoffrey Unsworth                                          | Guanyador  |
| David di Donatello Awards                  | Millor director estranger                               | Bob Fosse                                                  | Guanyador  |
| David di Donatello Awards                  | Millor actriu estrangera                                | Liza Minelli                                               | Guanyadora |
| Directors Guild of America Awards          | Reconeixement excepcional a la direcció cinematogràfica | Bob Fosse                                                  | Nominació  |
| Directors Guild of America Awards          | Millor pel·lícula musical o comèdia                     | Millor pel·lícula musical o comèdia                        | Guanyador  |
| Directors Guild of America Awards          | Millor actriu en una comèdia o musical                  | Liza Minelli                                               | Guanyadora |
| Directors Guild of America Awards          | Millor actor secundari                                  | Joel Grey                                                  | Guanyador  |
| Directors Guild of America Awards          | Millor actriu secundària                                | Marisa Berenson                                            | Nominació  |
| Directors Guild of America Awards          | Actriu més prometedora                                  | Marisa Berenson                                            | Nominació  |
| Directors Guild of America Awards          | Millor director                                         | Bob Fosse                                                  | Nominació  |
| Directors Guild of America Awards          | Millor guió                                             | Jay Presson Allen                                          | Nominació  |
| Directors Guild of America Awards          | Millor cançó original                                   | "Mein Herr"; Música de John Kander i lletra de Fred Ebb    | Nominació  |
| Directors Guild of America Awards          | Millor cançó original                                   | "Money, Money"; Música de John Kander i lletra de Fred Ebb | Nominació  |
| Kansas City Film Critics Circle Awards     | Millor actor secundari                                  | Joel Grey                                                  | Guanyador  |
| National Board of Review Awards            | Top Ten Pel·lícules                                     | Top Ten Pel·lícules                                        | Guanyador  |
| National Board of Review Awards            | Millor pel·lícula                                       | Millor pel·lícula                                          | Guanyador  |
| National Board of Review Awards            | Millor director                                         | Bob Fosse                                                  | Guanyador  |
| National Board of Review Awards            | Millor actor secundari                                  | Joel Grey                                                  | Guanyador  |
| National Board of Review Awards            | Millor actriu secundària                                | Marisa Berenson                                            | Guanyadora |
| Premi Sant Jordi de Cinematografia         | Millor interpretació en una pel·lícula estrangera       | Liza Minelli                                               | Guanyadora |